# Замок Берг (Баварія)
Замок Берг (нім. Schloss Berg) — замок на березі Штарнберзького озера в комуні Берг, що у верхньобаварському районі Штарнберг.

## Історичний огляд

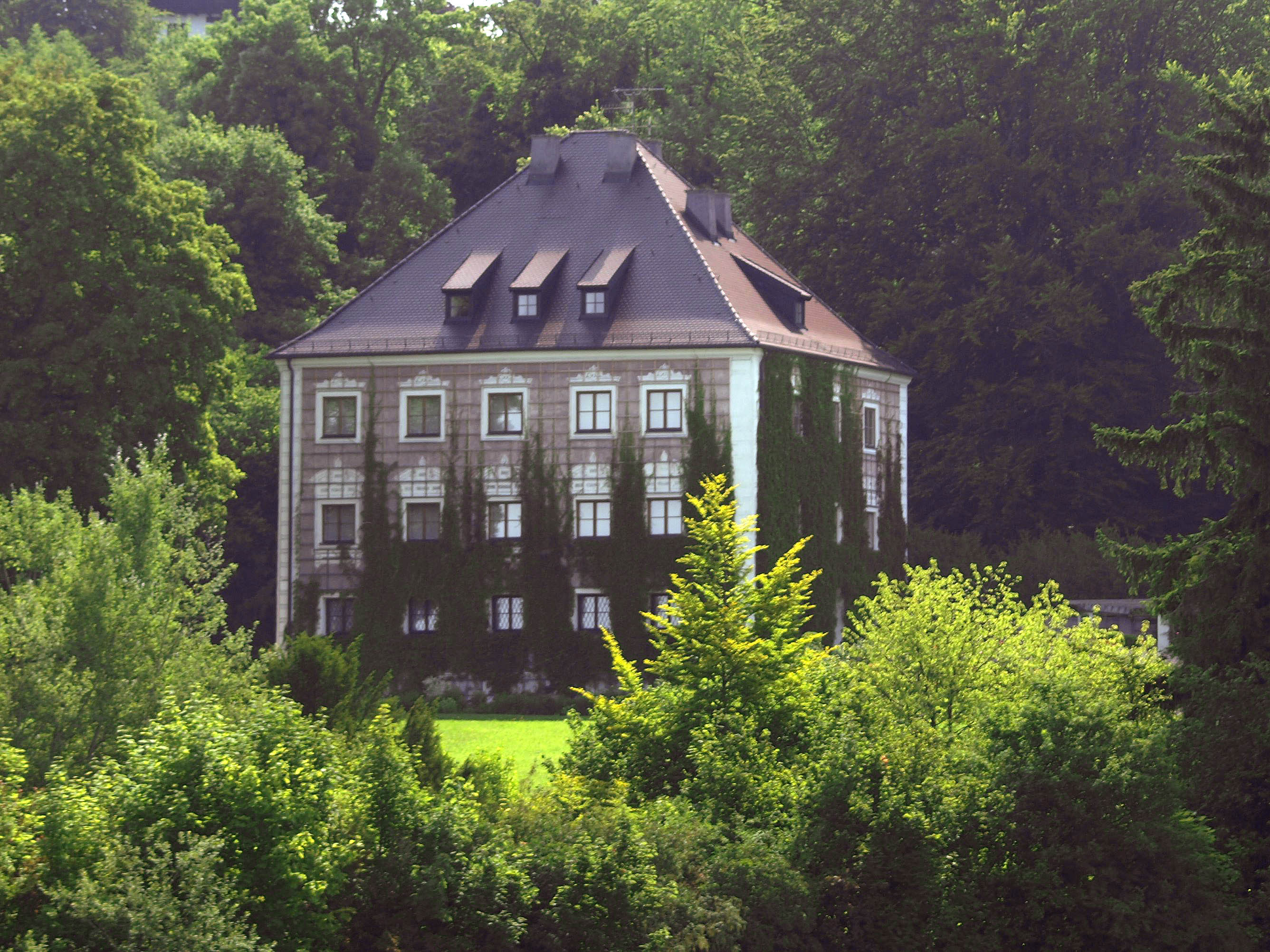
Сучасний вигляд

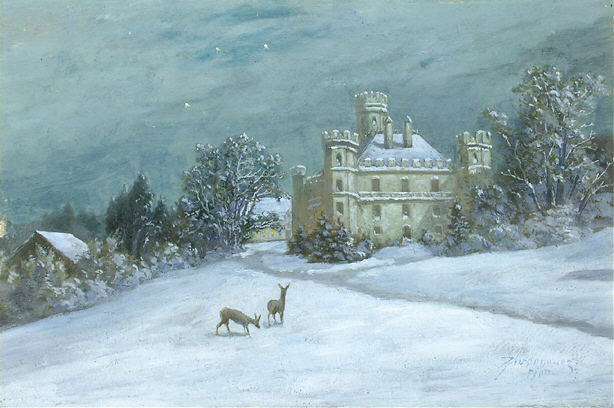
Антон Цвенґауер. Замок Берг узимку

Будівництво замку розпочалось у 1676 році за розпорядженням курфюрста Баварії Фердінанда Марії.
У 1849–1851 роках за дорученням короля Максиміліана II замок був перебудований архітектором Едуардом Ріделєм. Були добудовані чотири вежі із зубцями в неоготичному стилі. Пізніше за Людвіґа ІІ Баварського була зведена п'ята вежа, названа ним «Ізольда». У 1853 році з'явилась пристань.
Берг став літньою резиденцією Людвіґа II. Замок навіть був з'єднаний з Мюнхеном телеграфною лінією.
У 1868 році на запрошення Людвіґа до замку завітала російська цариця Марія Олександрівна, яка перебувала в Баварії.
Згодом замковий парк був перетворений з французького барочного на англійський пейзажний парк. У 1876 році тут були зведені мавританський павільйон і невелика каплиця.

## Останній притулок ЛюдвіґаII
12 червня 1886 року Людвіґа, якого визнали душевнохворим і позбавили управління, під охороною доставили до замку Берг. Наступного дня король пішов на прогулянку в замковий парк з професором фон Гудденом. Обидва вони загинули у Штарнберзькому озері за загадкових обставин. Їхні тіла були виявлені на мілководді. За офіційною версією, доктор намагався запобігти самогубству короля й сам потонув. Але цю версію незабаром піддали сумніву. Точна картина тієї події на березі озера залишилась неясною.
На місці трагедії установлений дерев'яний хрест.
Після смерті короля замок став музеєм, а в 1939 році проголошений культурною та історичною пам'яткою.

## Сучасний стан
Відразу після Другої світової війни замок використовувався американськими військовими і був значно пошкоджений. З того часу замок, який хоча і відновили, залишився без веж.
Як і раніше, Берг — резиденція голови дому Віттельсбахів, з 1996 року герцога Баварії Франца.